# Caroline Ørsum
Caroline Ørsum (født 28. marts 1985 på Østerbro) er en dansk forfatter i ungdomslitteratur, uddannet Cand.comm. fra RUC i 2014.
Ørsum debuterede i 2009 med ungdomsromanen Hovedet i skyerne, i en alder af 24 år. Siden har hun slået sit navn fast med Ungdomsbøgerne Siden forevigt (2011), Den første freak på månen (2013), Kære dumme døde Vik (2015) og Wiki over Miss Elises elendige liv (2018). Hun er også kendt for sit samarbejde med forfatteren Camilla Wandahl.
Gennem hendes forfatterskab har hun kastet lys over både moderne ungdomsproblemer med køn, identitet og seksualitet, men også klassiske emner som venskab, sorg og kærlighed.